# Yamila Díaz
Pour les articles homonymes, voir Díaz.
Yamila Diaz-Rahi (née le 9 mars 1976 à Buenos Aires, Argentine) est un mannequin avec des origines libanaises et espagnoles.
Son père est médecin et sa mère manageuse. Elle est découverte à Buenos Aires en 1996, où à l'époque elle étudie l'économie et la météorologie.
En 2024, elle participe à une course automobile sur l'île des Volcans à Lanzarote.